# Holwaya
Holwaya — рід грибів родини Tympanidaceae. Назва вперше опублікована 1889 року.

## Галерея

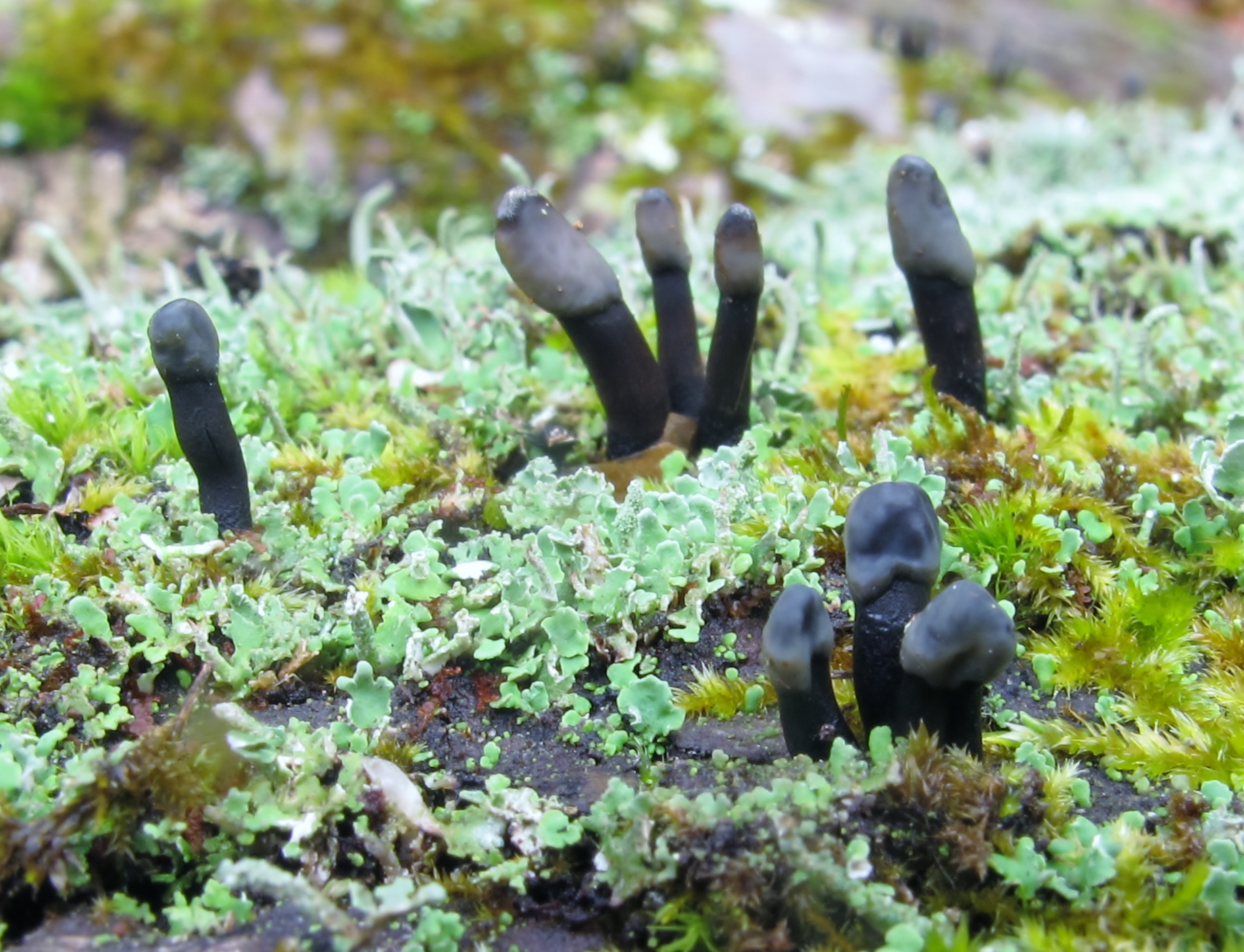
Holwaya mucida
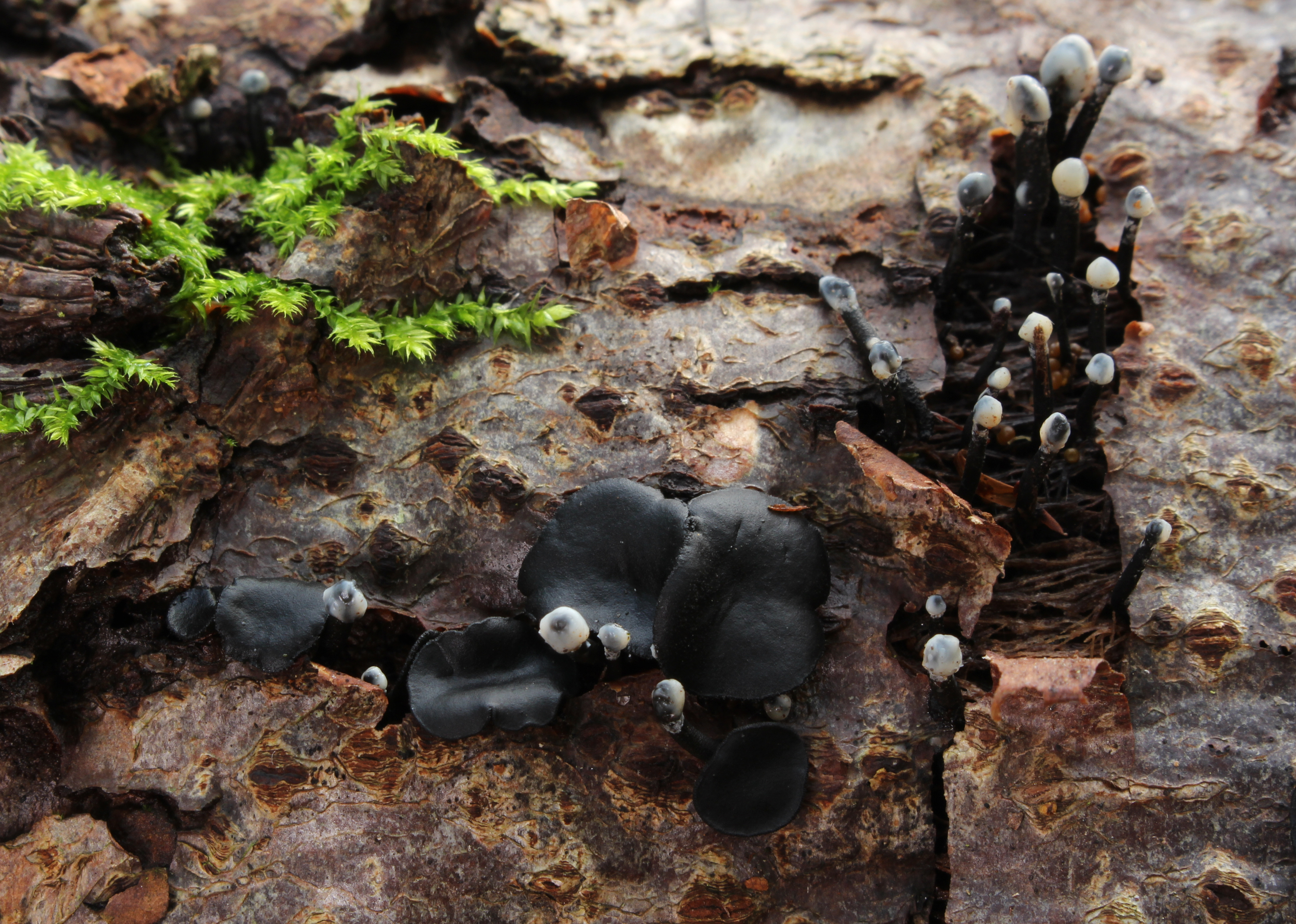
Holwaya mucida
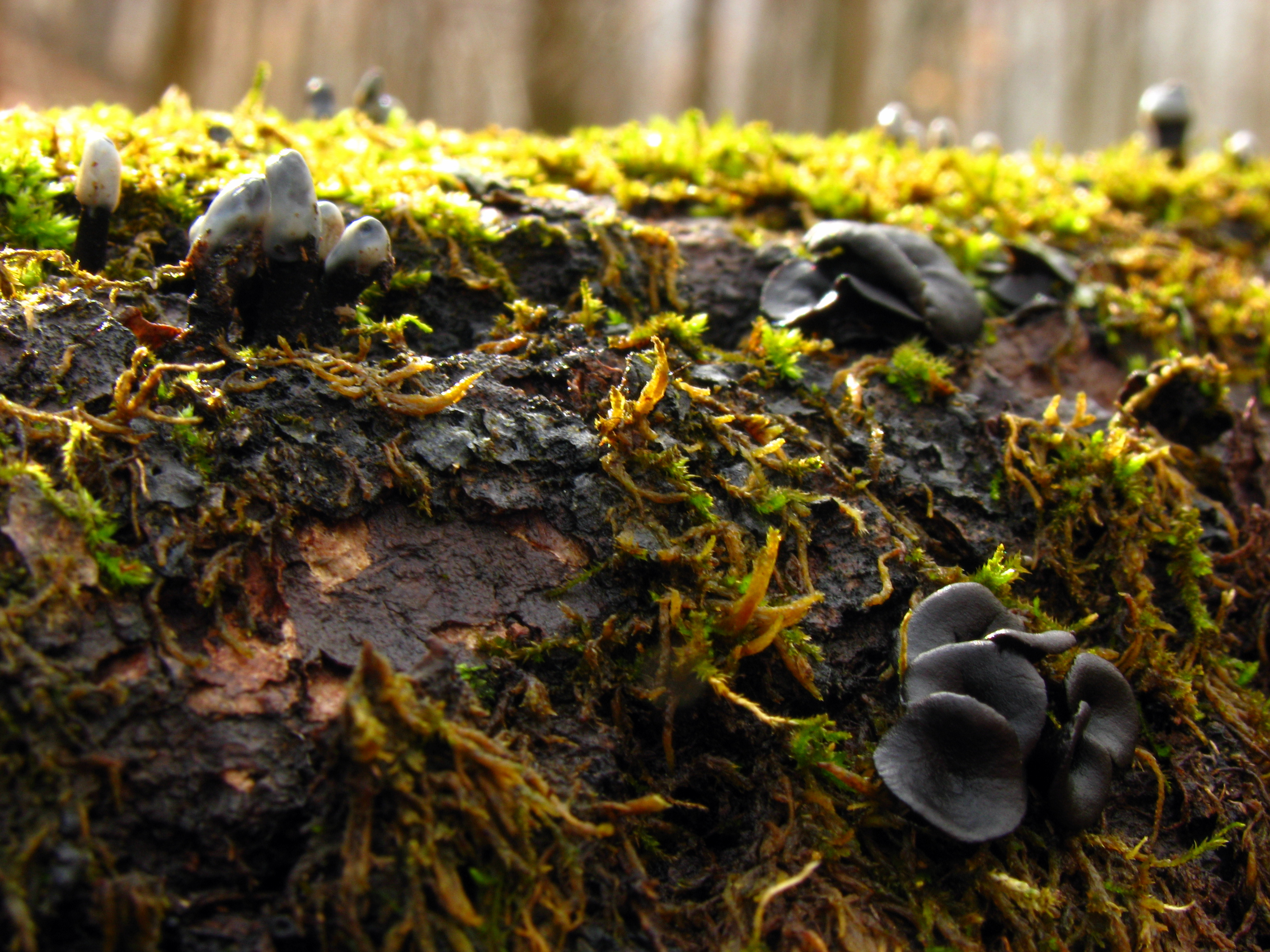
Holwaya mucida